# 真浄寺 (さいたま市)
真浄寺（しんじょうじ）は、埼玉県さいたま市岩槻区にある日蓮宗の寺院。

## 歴史
創建年代は不明であるが、日宗によって開山された。日宗の代に製作された祖師（日蓮）像に「天正十八年（1590年）」と記されていることから、その頃に創建されたものと推測される。
1970年（昭和45年）頃に駅前通り（埼玉県道324号蒲生岩槻線）が開通するまでは、市が立ち並び賑わっていたという。

## 交通アクセス
- 岩槻駅より徒歩4分。